# 14617 Lasvergnas
14617 Lasvergnas è un asteroide della fascia principale. Scoperto nel 1998, presenta un'orbita caratterizzata da un semiasse maggiore pari a 2,8880876 UA e da un'eccentricità di 0,1618170, inclinata di 12,13330° rispetto all'eclittica.